# 포젠주
포젠주(독일어: Provinz Posen, 폴란드어: Prowincja Poznańska)는 1848년부터 1920년까지 존재했던 프로이센 왕국의 주였다. 포젠은 1815년 폴란드 분할로 포젠 대공국이 프로이센에 의해 합병되며 성립되었고, 비엘코폴스카 봉기로 1848년 프로이센 왕국의 주(州)로 편입되며 1871년 독일 제국 영토의 일부가 되었다. 제1차 세계 대전 후, 포젠은 바이마르 공화국 프로이센 자유주의 일부였으나 1920년 베르사유 조약에 의해 폴란드 제2공화국에 영토 대부분이 할양되면서 해체되었고, 나머지 영토는 1922년 포젠-서프로이센으로 통합되었다.
오늘날 포젠은 폴란드 비엘코폴스카주의 주도인 포즈난이 되었다.